# Busloup
Busloup é uma comuna francesa na região administrativa do Centro, no departamento Loir-et-Cher. Estende-se por uma área de 19 km². Em 2010 a comuna tinha 461 habitantes (densidade: 24,3 hab./km²).